# قائمة مقاطعات يوتا
تضم ولاية يوتا الأمريكية 29 مقاطعة. من أصل سبع مقاطعات في ولاية ديسيريت المؤقتة في عام 1849: ديفيس، إيرون، سانبيتي، سولت لايك، تويلي، يوتا، ويبر.
تم إنشاء إقليم يوتا في عام 1851 مع أول مجلس تشريعي باعادة إنشاء المقاطعات الأصلية من ولاية ديسيريت بموجب القانون الإقليمي فضلا عن إنشاء ثلاث مقاطعات إضافية: جوواب، ميلارد، واشنطن. تم إنشاء جميع المقاطعات الأخرى بين 1854 و 1894 من قبل الهيئة التشريعية الأقليم يوتا بموجب القانون الإقليمي باستثناء مقاطعاتان، داجيت ودوتشيسن، عن طريق التصويت الشعبي وإعلان الحاكم بعد أن أصبحت يوتا ولاية.

## المقاطعات
| مقاطعة            | FIPS | مقر المقاطعة  | تاريخ التأسيس | المنشأ                                | أصل التسمية | تعداد السكان | المساحة                      | الخريطة                                    |
| مقاطعة بيفير      | 001  | بيفر          | 1856          | جزء من مقاطعة إيرون                   | وجود عدد كبير من القنادس في المنطقة | 6,629        | 2,590 ميل مربع (6,700 كـم2)  | Map of Utah highlighting Beaver County     |
| مقاطعة بوكس إلدير | 003  | بريغهام سيتي  | 1856          | جزء من مقاطعة ويبير                   | وجود عدد كبير من أشجار قيقب مانيتوبا في المنطقة | 49,975       | 5,746 ميل مربع (14,880 كـم2) | Map of Utah highlighting Box Elder County  |
| مقاطعة كاش        | 005  | لوغان         | 1857          | جزء من مقاطعة ويبير                   | اسم مخابيء الفراء التي نصبت من قبل العديد من الصيادون شركة روكي ماونتن الفور. | 112,656      | 1,165 ميل مربع (3,020 كـم2)  | Map of Utah highlighting Cache County      |
| مقاطعة كاربون     | 007  | برايس         | 1894          | جزء من مقاطعة إميري                   | أحواض الفحم واسعة في المقاطعة. | 21,403       | 1,478 ميل مربع (3,830 كـم2)  | Map of Utah highlighting Carbon County     |
| مقاطعة داغيت      | 009  | مانيلا        | 1919          | جزء من مقاطعة وينتاه                  | ألسويرث داجيت (1810-1880)، وهو أول ماسح عام ليوتا | 1,059        | 697 ميل مربع (1,810 كـم2)    | Map of Utah highlighting Daggett County    |
| مقاطعة دافيز      | 011  | فارمنغتون     | 1850          | واحدة من مقاطعات ولاية ديسيريت        | دانيال سي. ديفيس (1804-1850)، قائد كتيبة المورمون | 306,479      | 299 ميل مربع (770 كـم2)      | Map of Utah highlighting Davis County      |
| مقاطعة دوتشيسن    | 013  | دوتشيسن       | 1913          | جزء من مقاطعة واساتش                  | ترجع تسمية المقاطعة إلي عدة أصول غير مؤكدة : * هي كلمة يوت والتي تترجم إلي "الوادي المظلم"، * وهو موقع الحرب الفرنسية والهندية في فورت دوكين(وهي قلعة بناها الفرنسيون في المقاطعة)، * اسم محرف لأحد رؤساء القبائل الهندية، * اسم أحد صيادين الفراء الفرنسين . | 18,607       | 3,241 ميل مربع (8,390 كـم2)  | Map of Utah highlighting Duchesne County   |
| مقاطعة إميري      | 015  | كاسل دايل     | 1880          | جزء من مقاطعة سانبيتي                 | جورج ايمري (1830-1909)، حاكم إقليم يوتا في الفترة (1875-1880) | 10,976       | 4,462 ميل مربع (11,560 كـم2) | Map of Utah highlighting Emery County      |
| مقاطعة غارفيلد    | 017  | بانغويتش      | 1882          | جزء من مقاطعة آيرون                   | جيمس جارفيلد (1831-1881)، رئيس الولايات المتحدة في عام 1881 | 5,172        | 5,175 ميل مربع (13,400 كـم2) | Map of Utah highlighting Garfield County   |
| مقاطعة غراند      | 019  | مواب          | 1890          | جزء من مقاطعة آيرون                   | نهر غراند، منذ تغير اسمه إلى نهر كولورادو | 9,225        | 3,672 ميل مربع (9,510 كـم2)  | Map of Utah highlighting Grand County      |
| مقاطعة آيرون      | 021  | باروان        | 1850          | واحدة من مقاطعات ولاية ديسيريت        | مناجم الحديد غرب سيدار سيتي. | 46,163       | 3,297 ميل مربع (8,540 كـم2)  | Map of Utah highlighting Iron County       |
| مقاطعة جوواب      | 023  | نيفي          | 1852          | واحدة من مقاطعات إقليم يوتا           | كلمة ترجع السكان الصليين لأمريكا (الهنود الحمر) تترجم إلي "وادي العطش" | 10,246       | 3,392 ميل مربع (8,790 كـم2)  | Map of Utah highlighting Juab County       |
| مقاطعة كين        | 025  | كاناب         | 1864          | جزء من مقاطعة واشنطن                  | توماس أل. كين (1822-1883)، ضابط في الجيش الأمريكي الذي تحدث لصالح هجرة المورمون وتسوية يوتا | 7,125        | 3,990 ميل مربع (10,300 كـم2) | Map of Utah highlighting Kane County       |
| مقاطعة ميلارد     | 027  | فيلمور        | 1851          | واحدة من مقاطعات إقليم يوتا           | ميلارد فيلمور (1800-1874)، رئيس الولايات المتحدة 1850-1853 | 12,503       | 6,572 ميل مربع (17,020 كـم2) | Map of Utah highlighting Millard County    |
| مقاطعة مورغان     | 029  | مورغان        | 1862          | جزء من مقاطعة دافيز                   | جيديدية مورغان غرانت (1816-1856)، رسول من كنيسة يسوع المسيح لقديسي الأيام الأخيرة | 9,469        | 609 ميل مربع (1,580 كـم2)    | Map of Utah highlighting Morgan County     |
| مقاطعة بيوتي      | 031  | جنكشن         | 1865          | جزء من مقاطعة بيفير                   | قبيلة بيوتي من الهنود الذين يعيشون في المنطقة | 1,556        | 758 ميل مربع (1,960 كـم2)    | Map of Utah highlighting Piute County      |
| مقاطعة ريتش       | 033  | راندولف       | 1864          | جزء من مقاطعة كاش                     | تشارلز جيم ريتش (1809-1883)، رسول من كنيسة يسوع المسيح لقديسي الأيام الأخيرة | 2,264        | 1,029 ميل مربع (2,670 كـم2)  | Map of Utah highlighting Rich County       |
| مقاطعة سولت ليك   | 035  | سولت ليك      | 1849          | واحدة من مقاطعات ولاية ديسيريت        | بحيرة سولت ليك الكبرى، أكبر بحيرة مغلقة في نصف الكرة الغربي | 1,029,665    | 742 ميل مربع (1,920 كـم2)    | Map of Utah highlighting Salt Lake County  |
| مقاطعة سان خوان   | 037  | مونتايسلو     | 1880          | أجزاء من المقاطعات كين، وآيرون وبيوتي | سميت على اسم نهر سان خوان، على بعد 400 ميل (640 كم) أحد روافد نهر كولورادو الواقعة في جنوب ولاية كولورادو ويوتا. | 14,746       | 7,820 ميل مربع (20,300 كـم2) | Map of Utah highlighting San Juan County   |
| مقاطعة سانبيتي    | 039  | مانتي         | 1849          | واحدة من مقاطعات ولاية ديسيريت        | غير مؤكد اصل التسمية ربما أسم رئيس قبيلة يوت اسمه سان بيتش | 27,882       | 1,590 ميل مربع (4,100 كـم2)  | Map of Utah highlighting Sanpete County    |
| مقاطعة سيفير      | 041  | ريتشفيلد      | 1862          | جزء من مقاطعة سانبيتي                 | نهر سفير، علي بعد 280 ميل (450 كم) نهر ميل في وسط ولاية يوتا | 20,802       | 1,911 ميل مربع (4,950 كـم2)  | Map of Utah highlighting Sevier County     |
| مقاطعة سوميت      | 043  | كولفيل        | 1854          | جزء من مقاطعات سولت ليك وجرين ريفير   | المرتفاعات العالية في المقاطعة، والتي تضم 39 من أعلى قمم ولاية يوتا | 36,324       | 1,872 ميل مربع (4,850 كـم2)  | Map of Utah highlighting Summit County     |
| مقاطعة تويلي      | 045  | تويلي         | 1849          | واحدة من مقاطعات ولاية ديسيريت        | غير مؤكد أصل تسمية الولاية ربما ترجع إلي أسم رئيس قبيلة غوشيفي الرئيس تيللا أو نباتات Schoenoplectus acutus أحد نباتات فصيلة السعديةالتي نمت في المستنقعات | 58,218       | 6,941 ميل مربع (17,980 كـم2) | Map of Utah highlighting Tooele County     |
| مقاطعة وينتاه     | 047  | فيرنال (يوتا) | 1880          | جزء من مقاطعة واساتش                  | وينتاه عصابة من قبيلة يوت الذين عاشوا في المنطقة | 32,588       | 4,480 ميل مربع (11,600 كـم2) | Map of Utah highlighting Uintah County     |
| مقاطعة يوتا       | 049  | بروفو         | 1849          | واحدة من مقاطعات ولاية ديسيريت        | كلمة ترجع إلي سكان الأمريكا الأصليين (الهنود الحمر) وتعنى "الممر الجبلي"، وكذلك اسم سلسلة جبال واساتش | 516,564      | 2,003 ميل مربع (5,190 كـم2)  | Map of Utah highlighting Utah County       |
| مقاطعة واساتش     | 051  | هيبر سيتي     | 1862          | جزء من المقاطعة يوتا وسانبيتي         | | 23,530       | 1,176 ميل مربع (3,050 كـم2)  | Map of Utah highlighting Wasatch County    |
| مقاطعة واشنطن     | 053  | سانت جورج     | 1852          | واحدة من مقاطعات إقليم يوتا           | جورج واشنطن (1732-1799)، رئيس الولايات المتحدة 1789-1797 | 138,115      | 2,426 ميل مربع (6,280 كـم2)  | Map of Utah highlighting Washington County |
| مقاطعة واين       | 055  | لوا           | 1892          | جزء من مقاطعة بيوتي                   | واين روبنسون، ابن مشرع ولاية يوتا ويليس روبنسون، الذي قتله حصان في أثناء سافرهم لجلسة تشريعية. | 2,589        | 2,461 ميل مربع (6,370 كـم2)  | Map of Utah highlighting Wayne County      |
| مقاطعة ويبير      | 057  | أوغدن         | 1849          | واحدة من مقاطعات ولاية ديسيريت        | نهر ويبر، 125 ميل (201 كم) أحد روافد بحيرة سولت ليك الكبرى | 231,236      | 576 ميل مربع (1,490 كـم2)    | Map of Utah highlighting Weber County      |